# Baie de la Dauphine
La baie de la Dauphine est située dans la péninsule Loranchet au nord-ouest de l'île de la Grande Terre dans l'archipel des Kerguelen.

## Géographie
La baie est localisée au nord des îles Kerguelen et s'ouvre en direction de l'Est entre la pointe de l'arche des Kerguelen qui la ferme au nord (et la sépare de la baie de l'Oiseau) et la presqu'île de la Discovery. Elle s'étend sur 8,4 km de longueur et 1,7 km de largeur maximales. Elle est surplombée par le mont Havergal (552 mètres) au nord.

## Histoire
Lors de son premier voyage en février 1772, Yves Joseph de Kerguelen de Trémarec aperçoit l'extrémité du site ; au second voyage, il aborde l'archipel en décembre 1773 et entre en janvier 1774 dans la baie de l'Oiseau, située juste au nord, dénommant par la même occasion ce site, distant de quelques centaines de mètres, en « baie de la Dauphine » en référence à la corvette La Dauphine, commandée par le chevalier Féron lors de cette expédition. Elle est également notée sous l'appellation de « baie du Portail » (en référence à l'arche des Kerguelen) sur certaines cartes militaires anciennes.